# Torres de Hércules
El edificio Torres de Hércules es un moderno centro de negocios situado en el polígono industrial de las Marismas del río Palmones en la localidad de Los Barrios, Cádiz. Con sus 126 metros de altura contando la antena se convirtió, tras su inauguración en 2009, en el edificio más alto de Andalucía hasta la culminación de la altura de la Torre Sevilla en 2012.

## Características
El edificio Torres de Hércules Business Center es obra del arquitecto Rafael de La-Hoz Castanys para la promotora Valcruz. Consta de dos torres de planta cilíndrica de 25 metros de diámetro y 20 plantas unidas entre sí mediante pasarelas acristaladas. El núcleo es de hormigón armado y en su exterior se sitúa una celosía reticulada también de hormigón de 100 metros con el texto Non Plus Ultra y una antena de telecomunicaciones de 26 metros. A los pies de las torres se localiza una lámina de agua, zonas verdes y los aparcamientos. Tuvo un coste de construcción de 40 millones de euros.
Las torres están destinadas a oficinas y establecimientos de restauración repartidos en sus 19.600 m² habiendo comenzado su construcción en enero de 2007 y finalizando en los últimos meses de 2008. Tras la instalación de los servicios internos y el mobiliario fue inaugurado en octubre de 2009.

## Propietarios
El 11 de septiembre de 2018 la socimi Brickstock compró parte de las torres a Caja Sur. En su interior tiene oficinas alquiladas donde destaca la naviera danesa Maersk que tiene implantada su sede central para el sur de Europa.